# 奥尔丹布特
奥尔丹布特（荷蘭語：Oldambt）是荷兰东北部格罗宁根省的一个市镇，成立于2010年，由赖德兰（Reiderland）、斯海姆达（Scheemda）和温斯霍滕组合而成，与德国接壤，面积为241平方公里，2009年人口为39,452。其主要聚落與政府所在地位於溫斯霍騰。

## 語源
「Oldambt」這個名字源自於“Ol dambt”，意思是「舊的填充物」，源自13世洪水之後開始的土地開墾工作。